# Smil von Zbraslav und Střílky
Smil von Zbraslav und Střílky (tschechisch Smil ze Zbraslavi a ze Střilek; † 1273) war ein mährischer Adliger. 1255–1256 war er Kastellan von Prerau, ab 1256 Burggraf von Brumov. Besondere Verdienste erwarb er sich mit der Gründung des Klosters Smilheim. 

## Leben
Smil von Zbraslav und Střílky entstammte dem mährischen Adelsgeschlecht der Herren von Kunstadt. Er war der drittälteste Sohn des Olmützer Burggrafen Gerhard von Zbraslav (Gerhard ze Zbraslavi), dessen Vorfahren nicht bekannt sind. 
Erstmals urkundlich erwähnt wurde Smil 1237, als er eine Urkunde des böhmischen Königs Wenzels bezeugte. Daraus kann geschlossen werden, dass er schon vorher eine bedeutende Stellung im mährischen Adel erlangt hatte. Sein Aufstieg begann vermutlich im Umkreis seines ältesten Bruders Boček, der seit 1238 das Amt des Znaimer Burggrafen bekleidete. 1247 trat Smil als Zeuge einer Schenkungsurkunde für das Kloster Velehrad auf, die vom Kärntner Herzogssohn Ulrich ausgestellt worden war. Eine weitere Bedeutung erlangte Smil im Umkreis des Markgrafen und späteren Königs Ottokar II. Přemysl. 1251 bezeugte er an zweiter Stelle, gleich hinter seinem Bruder Boček, eine Schenkungsurkunde für das Alt Brünner Spital. 
Im Juli 1254 war Smil zusammen mit seinen Brüdern Boček und Kuna in Prag. Im Januar 1255 zogen sie sowie weitere böhmische und mährische Adlige, unter ihnen der Olmützer Bischof Bruno von Schauenburg, mit Ottokar II. Přemysl zu einem Kreuzzug gegen die heidnischen Pruzzen ins Baltikum, um den Deutschen Ritterorden bei der Christianisierung des Gebiets zu unterstützen. Da sein Bruder Boček kurz nach der Rückkehr verstarb, übernahm Smil über dessen minderjährige Kinder die Vormundschaft. 
Für das Jahr 1255 ist Smil als Kastellan von Prerau belegt, wo er den Siedlern unterhalb der Burg wichtige Privilegien gewährte. Spätestens 1256 wurde er vom König zum Burggrafen von Brumov ernannt und gleichzeitig mit der Verwaltung über das Gebiet östlich des Marsgebirges betraut. Da die königliche Burg Brumov von Anbeginn der Landesverteidigung am Wlara-, am Lissa- und am Hrosenkauer Pass diente und auch den Übergang in das Tal der Bečva überwachen und schützen sollte, war Smil für die entsprechende Grenzsicherung verantwortlich. Bereits zwei Jahre vorher ist die Gegend bei einem Einfall der Kumanen und der Ungarn verwüstet worden, so dass Smil auch für den Wiederaufbau und die Kolonisierung des Gebiets zuständig war. 
Mit königlicher Zustimmung errichtete Smil für sich die Burg Střílky, nach der er sich erstmals 1258 nannte. Da seine Ehe mit Bohuvlasta, deren Herkunft nicht bekannt ist, kinderlos blieb, stiftete er 1261 bei Wisowitz das von ihm so benannte Kloster Smilheim und stattete es mit umfangreichen Ländereien aus.
Anlässlich einer Friedensvereinbarung zwischen König Ottokar II. Přemysl und dem ungarischen König Stephan wurde Smil 1270 zum Schiedsrichter bei möglichen Grenzkonflikten benannt. Letztmals erwähnt wurde er am 14. Oktober 1273, als er in Krems ein Privileg des Königs Ottokar II. für das Kloster Haslach bezeugte. Kurze Zeit später starb er im Alter von etwa 60 Jahren. Da er keine Nachkommen hinterließ, fielen seine Besitzungen als erledigtes Lehen an die Krone Böhmen.